# NBCUniversal

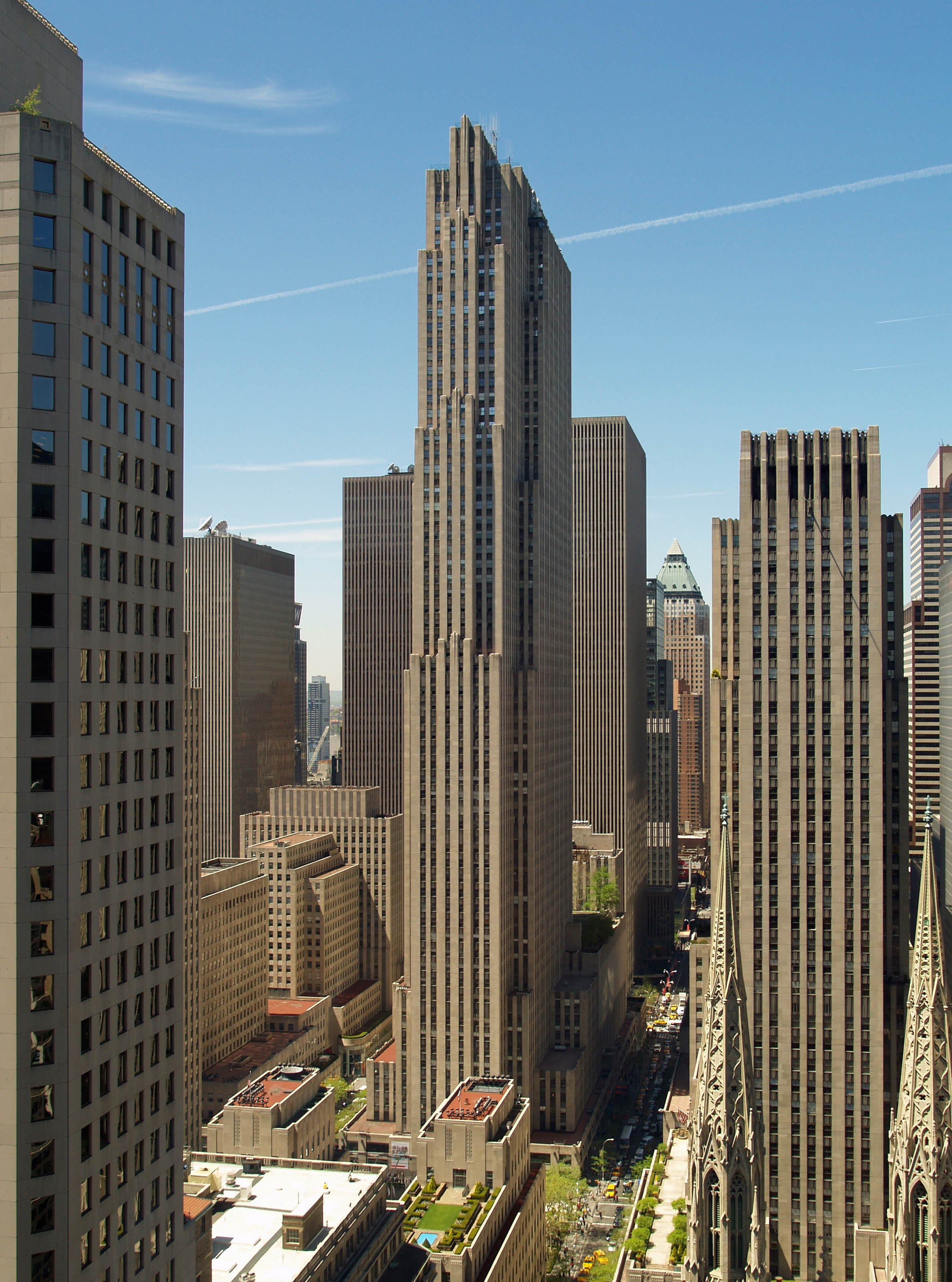
Sede principal de NBCUniversal en el Edificio GE, Nueva York.

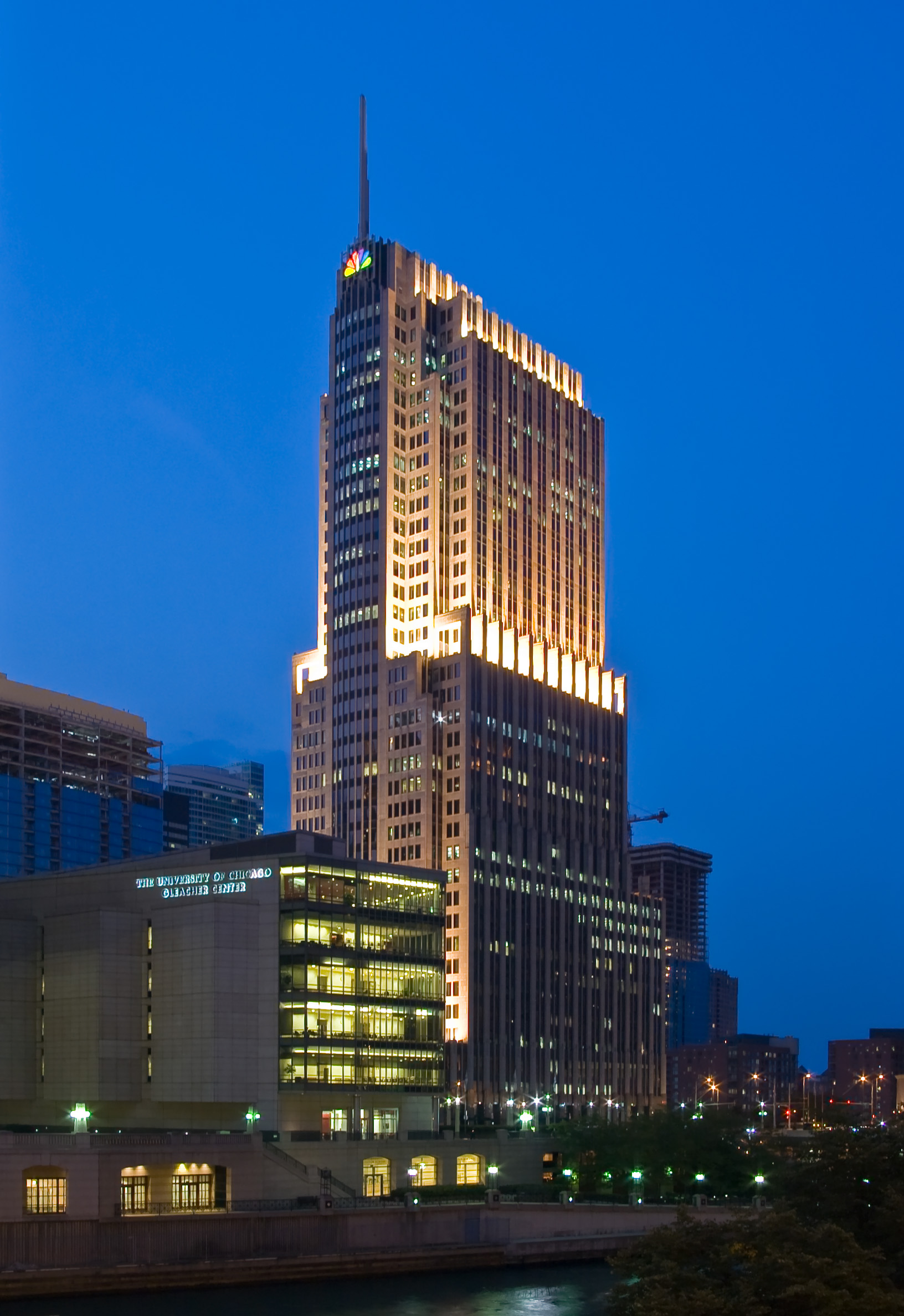
Sede de NBCUniversal en la NBC Tower, Chicago.

NBCUniversal Media, LLC (anteriormente conocida como NBCUniversal, Inc.) es una compañía estadounidense de los medios de comunicación de masas enfocada en la producción y mercadeo de entretenimiento, noticias, y productos y servicios informativos para una base global de clientes. La compañía posee y opera cadenas de televisión, varios canales de cable, y un grupo de estaciones locales a lo largo de los Estados Unidos, así como productoras de películas, compañías para producción de televisión, y parques temáticos.
NBC Universal fue formada en mayo de 2004, como resultado de una fusión entre la National Broadcasting Company (NBC), propiedad de General Electric, con Vivendi Universal Entertainment, una subsidiaria de Vivendi. Junto con GE, el operador de cable estadounidense Comcast anunció un acuerdo de compra para la compañía el 3 de diciembre de 2009. Después de aprobaciones regulatorias, la transacción se completó el 28 de enero de 2011. Como consecuencia del acuerdo, Comcast retuvo el 51 por ciento de NBC Universal, mientras GE el restante 49 por ciento. El 19 de marzo de 2013 Comcast se volvió propietario total de NBC Universal al comprar la parte del paquete accionario que le correspondía a General Electric.
Originalmente, el logotipo de NBCUniversal fue una combinación del logotipo de NBC (que se asemeja a un pavo real) y el logotipo de Universal Studios (que consta de un globo terráqueo y texto), dos de las divisiones más importantes del grupo. El logotipo fue rediseñado en enero de 2011 para reflejar el papel de Comcast como el nuevo propietario de la compañía.
NBCUniversal tiene sede en el Rockefeller Center en Midtown Manhattan en la Ciudad de Nueva York. La compañía es una de dos sucesoras a la Music Corporation of America (MCA), la otra siendo Vivendi a través de su subsidiaria, Universal Music Group.

## Historia

### Primeros años
NBC y Universal Studios tuvieron una asociación larga que se remonta a 1950. El ancestro más antiguo de Universal Media Studios, Revue Studios, produjo una serie de programas para la cadena NBC, aunque habría algunos accesos a las otras redes también. Esta asociación continuó incluso después de que Revue Studios se convirtió en Universal Television, luego se renombró como Studios USA después de que fue separada de Universal, y posteriormente su nombre fue cambiado de nuevo a Universal Television.

### Televisión
NBC Universal Television tiene sus raíces modernas en una serie de expansiones realizadas por la NBC. A finales de los años 1980, NBC comenzó persiguiendo una estrategia de diversificación, incluyendo la formación de dos canales de televisión por cable poseídos por NBC: CNBC y America's Talking. NBC también tuvo propiedad parcial de varios canales regionales para deportes y de otros canales en cable, tales como American Movie Classics (AMC) y Court TV.
En 1995, NBC comenzó a operar NBC Desktop Video, un servicio sobre noticias financieras que entregó vídeo en vivo a computadoras personales. El siguiente año, NBC anunció un acuerdo con la corporación Microsoft para crear un canal de televisión por cable llamado MSNBC, que estaba basado totalmente en las noticias y utilizó el base de suscriptores del canal America's Talking. Una "joint venture" separada con Microsoft incluyó el establecimiento de un sitio web para noticias, msnbc.com.
En 1998, NBC asoció con Dow Jones & Company. Las dos compañías combinaron sus canales de noticias financieras fuera de los Estados Unidos. Los nuevos canales incluyeron a NBC Europe, CNBC Europe, NBC Asia, CNBC Asia, NBC África, y CNBC África.
En 1999, NBC tuvo una participación del 32 por ciento en el grupo Paxson, el operador de PAX TV. Cinco años más tarde, NBC decidió vender su participación en PAX TV y terminar su relación con Paxson Communications, propietario de PAX.
En 2002, NBC adquirió Telemundo, un canal hispanohablante en Estados Unidos, que incluyó el canal bilingüe Mun2. Ese mismo año, NBC adquirió el canal de cable Bravo.

### Combinación con Universal
En 2003, en medio de una crisis financiera causada por expansión excesiva, la empresa matriz de Universal Studios, Vivendi Universal Entertainment (una división de Vivendi), decidió vender una participación del 80% a la empresa matriz de NBC, General Electric. La venta y la fusión resultante formaron NBC Universal. La nueva compañía fue poseída 80% por GE, y 20% por Vivendi. La empresa conjunta abarcó los intereses de Vivendi en el cine estadounidense (incluyendo Universal Studios), sus unidades de producción y distribución, cinco parques temáticos, tales canales de televisión por cable como USA Network, The Sci-Fi Channel, el canal difunto Trio, y Cloo (antes Sleuth). Universal Music Group no se incluyó en el acuerdo y no es parte de NBC Universal.
El 12 de mayo de 2004, las divisiones de televisión de NBC y Universal Television se combinaron para formar NBC Universal Television. Series grabadas en los estudios de NBC que se compraron a la compañía incluyeron tales dramas de NBC como Las Vegas (con DreamWorks SKG), Crossing Jordan, y American Dreams. Universal Network Television compró la franquicia Law & Order y The District - de hecho, Universal Network Television había coproducida American Dreams con la cadena NBC antes de la fusión. Programas de entretenimiento producidos por el nuevo grupo incluyen The Tonight Show with Jay Leno, Late Night with Jimmy Fallon, Last Call with Carson Daly, y Saturday Night Live.
La formación de NBC Universal vio el establecimiento de NBC Universal Cable, que supervisa la distribución, comercialización, y publicidad para trece canales: Bravo, Bravo HD+ (al final renombrado como Universal HD), Chiller, CNBC, CNBC World, MSNBC, mun2, Syfy, ShopNBC, Telemundo, Cloo, USA Network, y cobertura de los Juegos Olímpicos en cable). NBC Universal Cable también administra las inversiones de la compañía en A&E Network, The History Channel, History Channel International, The Biography Channel, National Geographic International, y TiVo. La división de cable también se utilizó para operar NBC Weather Plus hasta 2008.

### Venta a Comcast
El 3 de diciembre de 2009, después de meses de rumores, un acuerdo fue anunciado formalmente en la que Comcast podría comprar una participación en NBC Universal de GE. Según el acuerdo, NBC Universal es un 51% poseída por Comcast, y un 49% por GE. Comcast pagó $6 500 millones de dólares estadounidenses en efectivo a GE. El acuerdo incluye una disposición según la cual Comcast debe contribuir $7500 millones de dólares en la programación, incluyendo canales regionales de deportes y tales canales de cable como el Golf Channel, Versus, y E! Entertainment Television. GE utilizó unos de los fondos de $5800 millones de dólares, para comprar una participación minoritaria por Vivendi de un 20% en NBC Universal. Según los términos del acuerdo, Comcast reserva el derecho para comprar la cuota de GE en ciertos momentos, y GE se reserva el derecho para forzar la venta de su participación dentro de los primeros siete años. Vivendi completó la transacción inicial el 
27 de septiembre de 2010, vendiendo una participación de $2 000 000 000 de dólares a GE (aproximadamente 7,66%).
Los reguladores estadounidenses aprobaron la venta propuesta el 18 de enero de 2011, con condiciones. Comcast debería ceder el control de NBC sobre el sitio de vídeo en línea Hulu, y asegurarse que la programación de NBC Universal esté disponible para los operadores competidores de cable.
El 26 de enero de 2011, Vivendi vendió su participación restante en NBC Universal a GE, GE proporciona un control completo de la empresa antes de la finalización de la venta del 51% de la compañía a Comcast el 28 de enero de 2011. y Comcast GE formaron la empresa conjunta NBCUniversal, LLC. NBC Universal, Inc. se convirtió en una subsidiaria totalmente poseída por la sociedad y fue renombrada como NBCUniversal Media, LLC.

Logotipo de NBCUniversal desde 2004 hasta 2011

Comcast había planeado comprar la participación del 49% de GE en los siguientes siete años, pero la propiedad de NBCUniversal permaneció dividida en un 51-49% durante dos años, hasta el anuncio del 12 de febrero de 2013 de que Comcast tenía la intención de completar la compra de 16700 millones de dólares de una sola vez. La venta se completó el 19 de marzo de 2013.
El 19 de julio de 2012, la corporación formó el NBCUniversal News Group con las divisiones NBC News, CNBC y MSNBC.
En febrero de 2013, NBCUniversal fusionó sus dos divisiones de cable, NBCUniversal Cable Entertainment & Cable Studios y NBCUniversal Entertainment & Digital Networks and Integrated Media, en una sola unidad, mientras que Telemundo y Mun2 pasaron a una nueva división, NBCUniversal Hispanic Enterprises and Content. La medida también creó el puesto de nivel corporativo de vicepresidente ejecutivo a cargo de las empresas digitales.En julio, la compañía colocó las estaciones de televisión de la NBC y las estaciones O&O de Telemundo en una nueva división, NBCUniversal Owned Television Stations, y New England Cable News se transfirió a las NBC TV Stations.
El 28 de abril de 2016, NBCUniversal anunció oficialmente su intención de adquirir DreamWorks Animation por $3800 millones de dólares estadounidenses. Universal Pictures se hizo cargo de la distribución de las películas de DreamWorks Animation después de que expirara su acuerdo con 20th Century Fox. La venta fue aprobada por los miembros de la junta directiva, pero estaba sujeta a la aprobación regulatoria. El 21 de junio de 2016, la adquisición fue aprobada por el Departamento de Justicia de los Estados Unidos.El 22 de agosto de 2016, se completó el acuerdo y DreamWorks Animation ahora es una subsidiaria de propiedad absoluta de NBCUniversal y se integró a Universal Pictures. Esto le dio a Universal Pictures la distribución de las películas de DreamWorks Animation e Illumination a partir de 2019.
El 28 de febrero de 2017, NBCUniversal anunció que adquiriría la participación restante del 49% en el parque temático Universal Studios Japan que no era de su propiedad.

Logotipo alternativo utilizado desde 2013 hasta 2024 para promover la propiedad de NBCU por parte de Comcast.

El 1 de mayo de 2017, NBCUniversal anunció que Sprout se relanzaría como Universal Kids el 9 de septiembre de 2017. La adquisición de DreamWorks Animation por parte de Universal Pictures en 2016 también sería aprovechada por Universal Kids para reforzar su programación. Los observadores de la industria consideraron que la integración de DreamWorks IP con Universal Kids ayudaría a NBCUniversal a establecer un competidor multiplataforma viable para otras importantes redes infantiles (como Nickelodeon, Cartoon Network y Disney Channel).
El 10 de mayo de 2017, NBCUniversal anunció que había adquirido la plataforma en línea Craftsy, con sede en Denver, para su división Cable Entertainment Group.

#### Intento de adquisición de Fox y posterior compra de Sky por parte de Comcast
El 16 de noviembre de 2017, se informó que Comcast intentó comprar 21st Century Fox, luego de que 10 días antes se supiera que The Walt Disney Company (quienes son los propietarios de la cadena rival ABC, el canal de deportes por cable ESPN y los parques temáticos Disneyland y Walt Disney World) había negociado con Fox la adquisición de los mismos activos. Al igual que el de Disney, el acuerdo incluía los estudios de cine y televisión de 20th Century Fox, los canales de televisión por cable y por satélite incluidas FX Networks, National Geographic Partners, Fox Sports Networks y canales internacionales como Star India, así como la participación del 30% en Hulu. No incluiría las unidades Fox Broadcasting Company, Fox Television Stations, Fox Sports y Fox News, que se escindirían en una nueva empresa independiente, la cual más tarde se nombró Fox Corporation, dirigida por la familia Murdoch.
Sin embargo, el 11 de diciembre de 2017, Comcast retiró oficialmente la oferta, diciendo que «nunca obtuvimos el nivel de compromiso necesario para hacer una oferta definitiva».El 14 de diciembre, Disney confirmó oficialmente su adquisición de 21st Century Fox por 52.4 mil millones de dólares estadounidenses en acciones, la cual fue aprobada por la División Antimonopolio del Departamento de Justicia de los Estados Unidos el 27 de junio de 2018 y un mes tarde por los accionistas de ambas compañías.
El 27 de febrero de 2018, Comcast ofreció comprar una participación del 61% en Sky plc a un valor de £12,50 euros por acción, aproximadamente £22.1 mil millones de euros.21st Century Fox, que poseía una participación del 39% en Sky, estaba intentando tomar el control total por sí misma, antes de su propia adquisición por parte de The Walt Disney Company. El director ejecutivo de NBCUniversal, Steve Burke, afirmó que la compra de Sky prácticamente duplicaría su presencia en los mercados de habla inglesa y permitiría sinergias entre las respectivas cadenas y estudios de NBCUniversal y Sky. El 5 de junio de 2018, el secretario de Cultura Matt Hancock aprobó las respectivas ofertas de 21st Century Fox y Comcast para adquirir Sky plc. La oferta de Fox estaba supeditada a la venta de Sky News. El 15 de junio de 2018, la Comisión Europea dio luz verde a la oferta de Comcast para comprar Sky, alegando que, en términos de sus activos actuales en Europa, el impacto en la competencia sería limitado. Comcast incluyó un compromiso de 10 años con las operaciones y la financiación de Sky News.El 11 de julio de 2018, 21st Century Fox elevó su oferta para comprar los activos de Sky plc a 32 500 millones de dólares y 18.57 dólares por acción. En respuesta, Comcast aumentó su oferta a 34000 millones de dólares y 19.5 dólares por acción.
El 20 de septiembre de 2018, el Panel de Adquisiciones y Fusiones ordenó que se realizara una subasta a ciegas «con el fin de proporcionar un marco ordenado para la resolución de esta situación competitiva». En este proceso, Fox, seguida de Comcast, hicieron nuevas ofertas sólo en efectivo por Sky. Luego de estas dos primeras rondas de licitación, habría una tercera ronda donde ambas empresas podrían presentar nuevas ofertas. Sin embargo, la tercera ronda de licitación sólo sería vinculante si ambas empresas presentan una oferta.Comcast ganó la subasta con una oferta de £17.28 libras esterlinas por acción, superando la oferta de Fox de £15.67 libras. Sky plc tenía hasta el 11 de octubre para aceptar formalmente esta oferta.
Tras su victoria en la subasta, Comcast comenzó a adquirir acciones de Sky en el mercado abierto. El 26 de septiembre de 2018, Fox anunció posteriormente su intención de vender todas sus acciones en Sky plc a Comcast por 12 mil millones de libras esterlinas. El 4 de octubre de 2018, Fox completó la venta de sus acciones, dándole a Comcast una participación controladora del 76,8% en ese momento.El 12 de octubre de 2018, Comcast anunció que adquiriría obligatoriamente el resto de Sky después de que su oferta fuera aceptada por el 95,3% de los accionistas de la emisora y la compañía dejaría de cotizar en bolsa a principios de 2019. Sky fue excluida de la Bolsa de Londres el 7 de noviembre de 2018, después de que Comcast adquiriera todas las acciones restantes.
Aunque NBCUniversal y Sky siguen operando principalmente como entidades separadas dentro de Comcast, tras la adquisición de Sky, Comcast ha iniciado el proceso de integración de algunas de las operaciones internacionales de NBCUniversal con divisiones de Sky. Entre otras medidas, los canales de televisión por suscripción de NBCUniversal en el Reino Unido se fusionarían con los de Sky, y Sky Deutschland se convertiría en la empresa matriz de las redes alemanas de NBCU.

#### Preparación del servicio de streaming Peacock
El 14 de enero de 2019, NBCUniversal anunció que lanzaría un servicio de streaming OTT para competir con Netflix, CBS All Access, Amazon Prime Video, Hulu, Apple TV+, HBO Max y Disney+. Se realizó una reorganización de la división principal de informes directos. Bonnie Hammer fue nombrada presidenta de NBCUniversal Direct-to-Consumer y Digital Enterprises a través de los servicios de streaming y la unidad Digital Enterprises. Su antigua unidad, NBCUniversal Cable Entertainment Group, fue entregada a Mark Lazarus como presidente de NBCUniversal Broadcast, Cable, Sports and News. El presidente de Universal Filmed Entertainment Group, Jeff Shell, agregó a NBC Entertainment, Telemundo y canales internacionales como presidente de NBCUniversal Film and Entertainment. El 17 de septiembre de 2019, NBCUniversal anunció que el servicio se llamaría Peacock y se esperaba que se lanzara en julio de 2020.
NBCUniversal Content Studios se formó en octubre de 2019 con Hammer como presidente y George Cheeks como vicepresidente, quien fue copresidente de NBC Entertainment. Esta nueva unidad está formada por Universal Television y Universal Content Productions. Hammer fue reemplazado como presidente de la unidad Direct-to-Consumer y Digital Enterprises por el ejecutivo de Comcast Matt Strauss, mientras que Paul Telegdy se convertiría en el único presidente de NBC Entertainment y seguiría reportando a Shell.
El 25 de febrero de 2020, Comcast anunció que compraría Xumo a la empresa conjunta Panasonic/Viant por una suma no revelada. La adquisición del servicio, que seguiría funcionando como un negocio independiente, aunque dentro de la división de televisión por cable de Comcast, se deriva principalmente de las asociaciones de Xumo con fabricantes de televisores inteligentes (incluidos LG, Panasonic y Vizio), lo que permitiría a Comcast utilizar la ubicación de Xumo para comercializar o mostrar Xfinity y otros servicios de Comcast, así como utilizar su tecnología para desarrollar plataformas de streaming adicionales. La compañía planeaba agregar contenido de la biblioteca de programación de NBCUniversal y de las distintas cadenas de televisión de la compañía, así como también usarlo para vender su servicio híbrido gratuito/por suscripción Peacock, similar al uso que hizo ViacomCBS de Pluto TV para ofrecer contenido de sus canales de cable luego de la compra por parte de Viacom de dicho servicio rival en la primavera de 2019.

#### Adquisición de Vudu
En febrero de 2020, se informó que Comcast (a través de NBCUniversal) había iniciado conversaciones para adquirir Vudu de Walmart.El 20 de abril de 2020, Fandango (propiedad de NBCUniversal y Warner Bros. Discovery) anunció que compraría Vudu.La adquisición fue completada el 6 de junio de 2020.

#### Restructuración
Tras la salida de Jeff Shell en 2023, NBCUniversal anunció que la gestión corporativa estaría dirigida por un equipo de liderazgo mientras Michael J. Cavanagh continúa supervisando Comcast en su conjunto.
El 20 de noviembre de 2024, Comcast anunció que escindirá la mayoría de sus señales de cable y propiedades digitales seleccionadas en una nueva empresa que cotiza en bolsa, a la que se hará referencia con el nombre provisional de «SpinCo»; la escisión busca separar las redes de negocios como las cadenas de televisión abierta NBC y Telemundo y sus divisiones, Peacock, Universal Pictures y Universal Destinations & Experiences, al tiempo que les brinda la capacidad de realizar sus propias inversiones y adquisiciones adicionales. «SpinCo» incluirá cadenas como USA Network, CNBC, MSNBC, E!, Golf Channel, Oxygen, Syfy y Universal Kids, así como propiedades digitales como Fandango Media y SportsEngine. NBCUniversal conservará Bravo, ya que el canal es un importante proveedor de contenido para Peacock.
Las acciones de «SpinCo» se distribuirán entre los accionistas de Comcast y se negociarán independientemente a partir de entonces; tendrá la misma estructura accionaria que Comcast, y Brian L. Roberts y su familia poseerán una participación con derecho a voto del 33%.
Se han planteado preguntas sobre cómo la escisión afectará las sinergias entre las cadenas y las divisiones heredadas que mantendrá NBCUniversal (incluidas, en particular, las divisiones NBC News y NBC Sports). Cuando se le preguntó sobre el impacto de la escisión, el presidente de NBC Sports, Rick Cordell, afirmó que la división «cumpliría con todas las obligaciones» que tiene con las cadenas que son parte de la escisión (como USA Network y Golf Channel), lo que implica que seguirán transmitiendo la programación de NBC Sports cubierta por los contratos actuales (como los Juegos Olímpicos y el PGA Tour). Por otro lado, Lazarus declaró que Versant estaba considerando perseguir sus propios derechos deportivos, centrándose en las propiedades que «impulsan la distribución, diversifican las ventas publicitarias y tienen un valor».

## Expansión internacional
A principios de los años 1990, NBC comenzó su expansión a lo largo de Europa mediante la creación de CNBC Europe y su superestación exitosa mediante la transmisión de NBC Giga a lo largo de Alemania y el resto de la Unión Europea. NBC Europa ayudó en desarrollar la Games Convention basada en Leipzig, la mayor exposición europea de videojuegos, con más de 100,000 visitantes cada año.
En 2005, NBC Universal unió la "High-Definition Audio-Video Network Alliance" (HANA) para ayudar en establecer normas para la interoperabilidad de productos electrónicos. Ese mismo año, NBC anunció una alianza con Apple Computer para ofrecer programas de todos los canales de NBC Universal TV en el Apple iTunes Store.
En enero de 2006, NBC Universal lanzó un nuevo canal por cable, Sleuth, con programación dedicado a misterio y crimen. El 15 de agosto de 2011, Sleuth fue renombrado como Cloo, con el fin de ser capaz para poseer el nombre comercial, porque NBCUniversal no puede ser esto con el nombre Clue (un nombre cuyos derechos son propiedad de Hasbro, propietario del juego de tablero Clue). NBCUniversal también explicó que otra de las razones para el cambio de nombre la palabra "Sleuth" es demasiado común para los motores de búsqueda (una búsqueda en Google lleva más que 9,530,000 resultados).
Un año después del debut de Sleuth, NBC Universal anunció que la compañía lanzaría un canal de horror en cable, Chiller, el 1 de marzo de 2007. Cuando se lanzó, Chiller estaría disponible exclusivamente a través de DirecTV. El canal contaría con tales películas como Psycho y The Shining y tales series de televisión como Twin Peaks, Alfred Hitchcock presenta, Las pesadillas de Freddy, Friday the 13th: The Series, La guerra de los mundos, y Tales from the Crypt. NBC Universal también declaró que, aparte de los contenidos en sus propias bóvedas, Chiller contaría con contenido de otros estudios también.
El 14 de junio de 2007, NBC Universal Television Studio fue renombrado Universal Media Studios, con el fin de completamente describir la misión de la compañía para ser el primer proveedor de contenido para la televisión y plataformas digitales, abarcando todos los horarios y géneros creativos.
En agosto de 2007, NBC Universal adquirió Sparrowhawk Media Group y cambió el nombre a NBC Universal Global Networks. Esta adquisición dio a NBC Universal propiedad sobre todos los canales de Hallmark fuera de los Estados Unidos, además de sus canales británicos: Diva TV, Movies 24, el Hallmark Channel, y el canal próximo, KidsCo. Más tarde ese mismo otoño, la compañía adquirió la Oxygen Network en un acuerdo separado por $925,000,000. La venta se completó un mes más tarde.
En el verano de 2008, NBC Universal, Blackstone Group, y Bain Capital anunciaron sus intenciones para comprar The Weather Channel de Landmark Communications. El acuerdo se cerró el 12 de septiembre de 2008. Poco después de que la adquisición se completó, la NBC anunció que su red del tiempo, NBC Weather Plus, se cerrará el 31 de diciembre de 2008.
En el verano de 2008 marcó la primera empresa de NBC Universal en el Reino Unido con la adquisición de la productora de televisión británica Carnival Films.
El 12 de noviembre de 2008, NBC Universal adquirió el 80.1% de Geneon Entertainment de Dentsu en Japón, fusionándola con Universal Pictures International Entertainment para formar una nueva compañía, Geneon Universal Entertainment Japan.
El 16 de marzo de 2009, el canal de cable Sci Fi, poseído por NBC Universal, anunció que cambiaría su nombre a Syfy, reemplazando un término genérico con una marca de propiedad que puede ser registrada. Este nombre fue convertido en el nombre oficial del canal el 7 de julio de 2009.
El 27 de agosto de 2009, A&E Television Networks (A&E) fusionó con Lifetime Entertainment Services (Lifetime), dando a NBC Universal una parte igual de tanto Lifetime y A&E con The Walt Disney Company y la Hearst Corporation.
El 29 de septiembre de 2009, NBC Universal adquirió un 40% de la productora de televisión colombiana RTI Producciones, con la que llevaba mucho tiempo en alianza a través de Telemundo realizando producciones para el mercado de Colombia a través de Caracol Televisión y el mercado hispano en Estados Unidos
El 20 de octubre de 2010, el canal de horror y suspense Chiller, poseído por NBC Universal, anunció una campaña para relanzar su marca, incorporando un nuevo logotipo e imagen como parte de una tentativa de suavizar su imagen de la misma manera como su canal hermano, Syfy.
En 2011 NBC Universal firmó para apoyar al Senado las leyes Stop Online Piracy Act y Acta PROTECT IP (Acta de protección de propiedad intelectual).
En 2015 Nintendo se unió a Universal Parks & Resorts para construir parques temáticos de franquicias de Nintendo, el proyecto inicial está valorizado en $450 millones de dólares.
El acuerdo comercial entre Nintendo y NBC Universal se consolidó en 2016 cuando Universal Studios anunció la intención de producir de películas basadas en los personajes más populares de Nintendo. En enero de 2018 se reveló que Illumination Entertaintment (estudio de animación de Universal Studios) había empezado a desarrollar una película de Super Mario.

## Canales

### En Estados Unidos
- NBC: Canal de televisión de señal abierta, de programación variada.
- NBC News: Canal de televisión de señal abierta, de noticias y entrevistas.
- MSNBC: Canal de televisión por cable, con programación informativa.
- NBC Sports: Canal de televisión de señal abierta, de programación deportiva.
- CNBC: Canal de televisión por cable y satélite, con programación dedicada íntegramente a la economía.
- Universo: Canal de televisión por cable, con programación variada dedicada íntegramente a las personas latinoamericanas que residen en Estados Unidos.
- Golf Channel: Canal de televisión por cable y satélite, con programación deportiva dedicada íntegramente al golf.
- Telemundo: Canal de televisión de señal abierta, cable y satélite, con programación variada en español.
- USA Network: Canal de televisión por cable, con programación de películas, series y eventos deportivos.
- Oxygen: Canal de televisión por cable, con programación de películas, series y eventos deportivos.
- Universal Kids: Canal de televisión por cable de películas y series de dibujo humorístico.
- Bravo: Canal de televisión por cable y satélite, con programación de series de drama, películas de estreno y programas de telerrealidad.
- Syfy: Canal de televisión por cable, con programación de películas de ciencia ficción, terror y suspense y series.
- Qubo: Canal de televisión abierta, cable y satélite, con programación infantil.
- The Weather Channel: Canal de televisión abierta, con programación dedicada al clima.
- E!: Canal de televisión por cable, con programación dedicada al espectáculo de Hollywood y documentales de famosos contando sus vidas.

### En Latinoamérica
- Telemundo Internacional: Canal de televisión por cable y satélite, con programación variada.
- USA Network: Canal de Televisión por cable y satélite, con programación de películas y series.
- Universal TV: Canal de televisión por cable y satélite, con programación de películas y series.
- Studio Universal: Canal de televisión por cable y satélite, con programación de películas.
- E!: Canal de televisión por cable y satélite, con programación dedicada al mundo del espectáculo en Hollywood y Latinoamérica.
- DreamWorks Channel: Canal de televisión por cable y satélite, con programación dedicada al público infantil
- Universal+ grupo de canales de televisión por suscripción prémium.

## Otras empresas

### Parques y centros turísticos
NBCUniversal posee los siguientes parques y centros turísticos a través de Universal Parks & Resorts:
- Universal Studios Hollywood en Universal City, California
- Universal Orlando Resort en Orlando, Florida
  - Universal Studios Florida
  - Universal's Islands of Adventure
  - Volcano Bay
- Universal Studios Japan en Osaka
- Universal Studios Singapore en Singapur
- Universal Beijing Resort en Beijing, China
- Universal Studios Beijing
- Universal Studios Moscow

### Internet
Desde octubre de 2019 hasta finales de 2023, el sitio web Hulu, el cual es un servicio de streaming a la carta, fue una empresa conjunta de NBCUniversal y The Walt Disney Company. Según las órdenes de la Comisión Federal de Comunicaciones, NBCUniversal y Comcast estaban obligados a no ejercer su derecho a influir en la conducta o el funcionamiento de Hulu.El 1 de noviembre de 2023, Disney y Comcast anunciaron que habían llegado a un acuerdo para permitir que Disney obtuviera el control total de Hulu, en un acuerdo valorado en 8610 millones de dólares el cual fue pagado el 1 de diciembre.